# Phaenolobus atrator
Phaenolobus atrator är en stekelart som först beskrevs av Constantineanu och Pisica 1977.  Phaenolobus atrator ingår i släktet Phaenolobus och familjen brokparasitsteklar. Inga underarter finns listade i Catalogue of Life.